# Ichneumon paramajops
Ichneumon paramajops är en stekelart som beskrevs av Heinrich 1975. Ichneumon paramajops ingår i släktet Ichneumon och familjen brokparasitsteklar. Inga underarter finns listade i Catalogue of Life.